# Himalayahussvala
Himalayahussvala (Delichon nipalense) är en bergslevande asiatisk fågel i familjen svalor inom ordningen tättingar.

## Kännetecken

### Utseende
Himalayahussvalan är en 13 cm lång svala, lik andra hussvalor med blåsvart ovansida och vitt på undersida och övergump. Denna art är dock mörkare, med helt tvärt avskuren stjärt. Vidare har den endast ett smalt vitt band på övergumpen, svart strupe och svarta undre stjärttäckare som kontrasterar skarpt med den vita buken. Även de undre vingtäckarna är svarta.

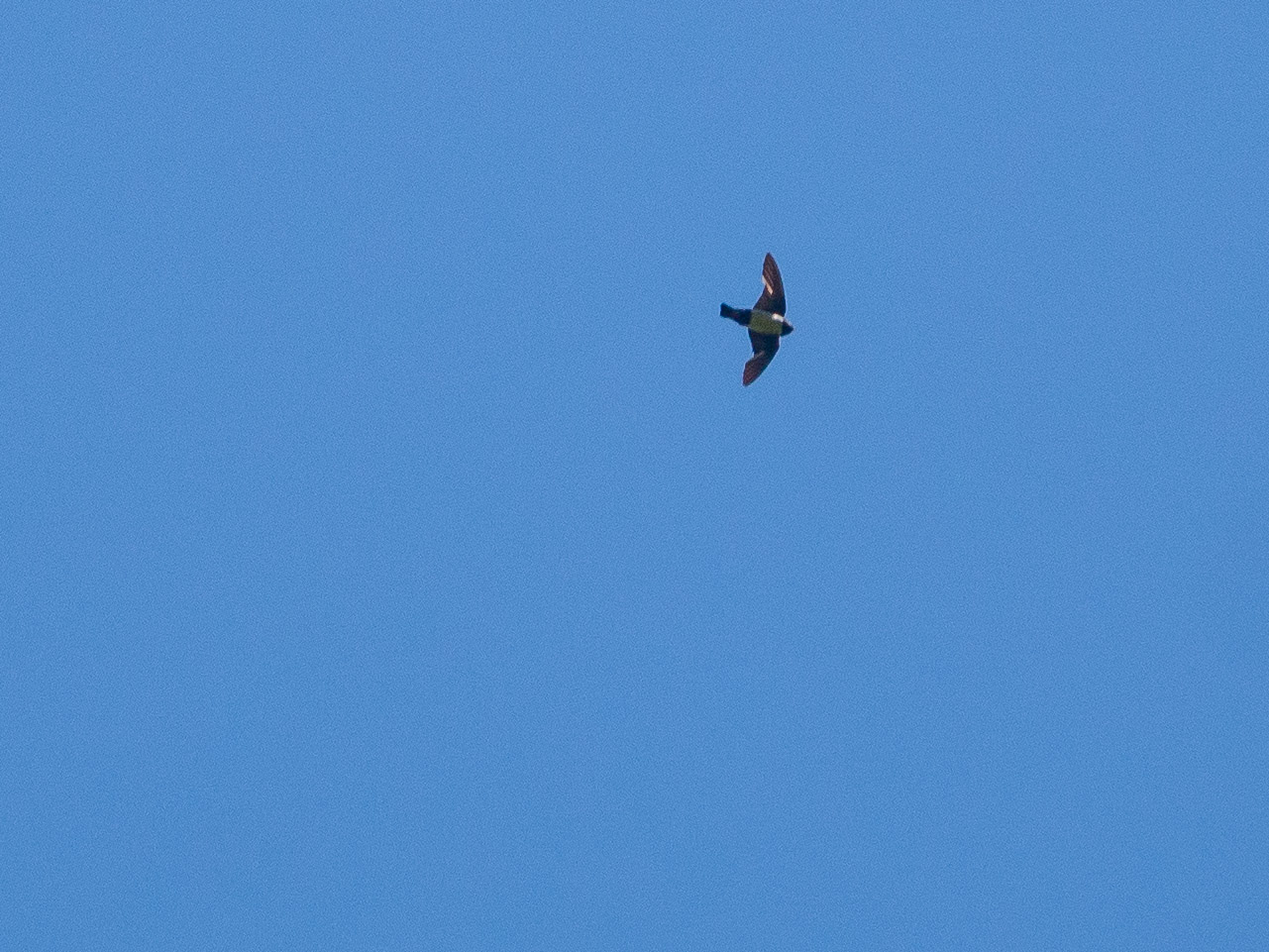
Himalayahussvala i flykten.

### Läte
Himalayahussvalan är mestadels tyst, men yttrar ett ljust "chi-i" i flykten.

## Utbredning och systematik
Himalayahussvala delas in i två underarter med följande utbredning:
- Delichon nipalense nipalense – förekommer i Himalaya från Nepal och sydöstra Tibet till västra och östra Myanmar
- Delichon nipalense cuttingi – förekommer från nordöstra Myanmar till södra Kina (sydvästra Yunnan), norra Thailand, norra Laos och västra Tonkin i Vietnam

## Levnadssätt
Himalayahussvalan hittas i dalar och utmed bergsryggar, i öppna områden med exponerade klippor och kring bergsbelägna byar. Arten är stannfågel, men kan röra sig korta avstånd efter häckning, framför allt till lägre nivåer. Fågeln är insektsätare och ses födosöka i flock, ibland med andra svalor och seglare och ofta högt upp.

### Häckning
Himalayahussvalan häckar upp till åtminstone 3500 meters höjd mellan mars och april och september i kolonier med mellan tio och hundratals par, oftast mellan 25 och 50. Boet är en djup skål av lera fodrad med gräs och fjädrar som placeras under ett överhäng på en lodrät klippvägg. Den lägger tre till fyra vita ägg. Båda könen bygger boet, ruvar äggen och matar ungarna.

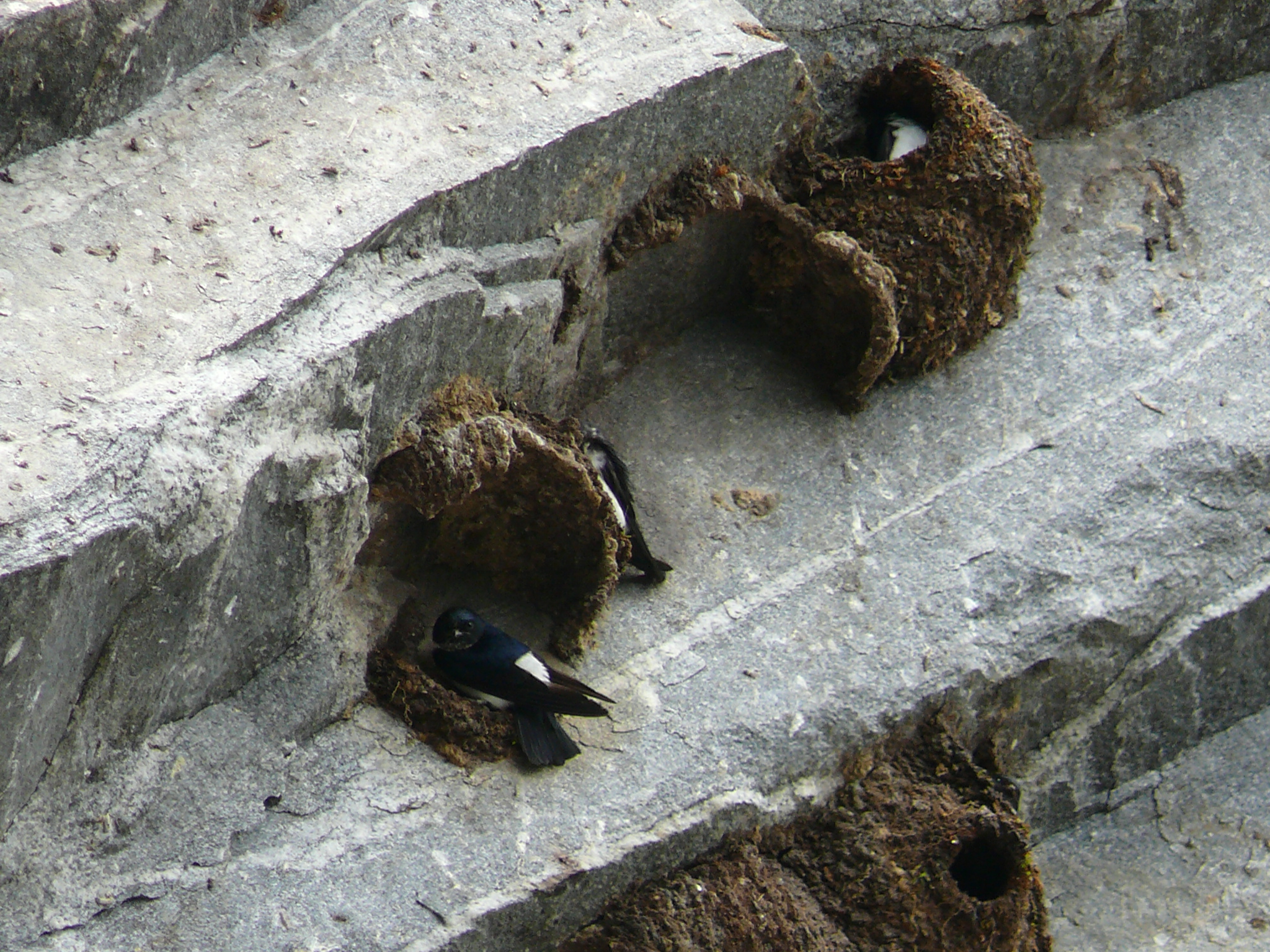
Himalayahussvala vid bo i Bhutan.

## Status och hot
Arten har ett stort utbredningsområde och en stor population med stabil utveckling och tros inte vara utsatt för något substantiellt hot. Utifrån dessa kriterier kategoriserar internationella naturvårdsunionen IUCN arten som livskraftig (LC). Världspopulationen har inte uppskattats men den beskrivs som vida spridd och ganska vanlig i Nepal och även lokalt ganska vanlig i Indien.